# Jim DeMint
James Warren DeMint, detto Jim (Greenville, 2 settembre 1951), è un politico statunitense, senatore per lo stato della Carolina del Sud dal 2005 al 2013 e in precedenza membro della Camera dei Rappresentanti per lo stesso stato dal 1999 al 2005.

## Biografia
Nato a Greenville, DeMint studiò all'Università del Tennessee e alla Clemson University, per poi lavorare nel settore ricerche di mercato dell'azienda pubblicitaria del suocero.
Nel 1992 fu assunto nel team elettorale del repubblicano Bob Inglis, candidatosi al Congresso contro la deputata democratica in carica Liz J. Patterson. Inglis riuscì a vincere le elezioni e DeMint collaborò alle sue successive campagne elettorali, fin quando nel 1998 lasciò il seggio alla Camera per candidarsi infruttuosamente al Senato. In questa circostanza DeMint decise di candidarsi egli stesso per il seggio da deputato lasciato da Inglis e risultò eletto.
Riconfermato per due altri mandati, nel 2004 annunciò il proprio intento di candidarsi al Senato per il seggio lasciato dal democratico Ernest Hollings. DeMint sconfisse l'avversaria democratica Inez Tenenbaum e divenne così senatore. Nel 2010 ottenne un secondo mandato dagli elettori ma non lo portò a termine, lasciando il Senato nel gennaio 2013 per divenire presidente della Heritage Foundation.
Durante la sua permanenza al Congresso, DeMint si configurava come un repubblicano conservatore.